# Jane Gerber
Jane S. Gerber é uma professora de história judaica e diretora do Institute for Sephardic Studies na Universidade da Cidade de Nova Iorque.

## Educação e casamento
Gerber recebeu um Ph.D. pela Universidade da Columbia e é casada com Roger A. Gerber. A família deles incluem uma filha, Dina.

## Carreira acadêmica
Gerber deu aulas de Estudos clássicos, História e mestrado em Artes liberais no Centro de Estudos Judaicos na Universidade da Cidade de Nova Iorque, especializando em História sefardita. Ela é diretora do Institute for Sephardic Studies.
Incluído no livro de Gerber, Jews of Spain: A History of the Sephardic Experience. Gerber foi formalmente a presidente da Association for Jewish Studies.

## Trabalhos
- (1986) "Anti-Semitism and the Muslim World". In History and Hate: The Dimensions of Anti-Semitism, ed. David Berger. Jewish Publications Society. ISBN 0-8276-0267-7
- (1994) The beginnings of Jewish life in Spain are cloaked in myth and legend..." Jews of Spain: A History of the Sephardic Experience ISBN 0-02-911574-4
- (1997) Jewish Society in Fez, 1450-1700: Studies in Communal and Economic Life (Studies in Judaism in Modern Times) ISBN  9004058206

O único volume de história dela dos sefarditas judeus da Espanha foi descrito como "excelente" e um crítico notou seus pontos fortes em sintetizar pesquisas muito recentes sobre este povo.